# Albion Rovers F.C.
Albion Rovers – szkocki klub piłkarski z siedzibą w Coatbridge, uczestniczący obecnie w rozgrywkach Highland Football League. Klub powstał w 1882 roku z połączenia dwóch szkockich klubów Rovers FC i Albion FC. Początkowo grano oddzielnie (kluby łączyła tzw. umowa partnerska) i dopiero w 1919 kiedy otworzono stadion Cliftonhill stały się jednym klubem – Albion Rovers. Na otwarcie nowego stadionu rozegrano mecz towarzyski z drużyną St. Mirren F.C., spotkanie zakończyło się porażką zespołu 0-2. W pierwszym sezonie uczestnictwa w Scottish Football League w sezonie 1919/1920 zespół zajął ostatnie dwudzieste drugie miejsce. W tym samym sezonie jednak klub osiągnął największy sukces w historii awansując do finału Pucharu Szkocji w którym przegrała z Kilmarnock F.C. 2-3.

## Sukcesy
- Finalista  Pucharu Szkocji: 1920
- Mistrzostwo Division Two (drugi poziom rozgrywkowy): 1934

## Rekordy klubu
- Największe zwycięstwo: 12-0 przeciwko Airdriehill (Pucharu Szkocji, 3 września 1887)
- Największa porażka: 1-11 przeciwko Partick Thistle (Scottish League Cup, 11 sierpnia 1993)
- Najwyższa frekwencja w meczu domowym: 27,381 przeciwko Rangers F.C. (Pucharu Szkocji, 8 lutego 1936)

## Reprezentanci kraju grający w klubie
stan na luty 2025
|  | - James Conlin - Charlie Egan - Tommy Coyne - Bernie Slaven - Peter Boyle - Danny Hegan - Allen McKnight - Sam Malcolmson - Wilson Grosset - Samuel Leveneur |  | - Alec Bennett - Ralph Brand - Jim Brown - Chris Cadden - Dixie Deans - Joe Donnachie - Tony Green - David Haddow - Brian Martin - Allan McClory |  | - Duncan McKenzie - Frank Munro - Frank Murphy - Pat Quinn - Willie Reid - Matt Scott - Ross Stewart - Jock White - Robbie Winters - Marvin Andrews |